# Saint-Martin-de-Beauville
Saint-Martin-de-Beauville è un comune francese di 175 abitanti situato nel dipartimento del Lot e Garonna nella regione della Nuova Aquitania.

## Società

### Evoluzione demografica
Abitanti censiti